# Юрьевка (Луганская область)
Ю́рьевка (укр. Ю́р'ївка) — посёлок в Лутугинском районе Луганской области Украины.

## Географическое положение
Посёлок расположен на реке Белой (приток Лугани). Соседние населённые пункты: посёлок Михайловка на западе, сёла Троицкое и Малоконстантиновка на юго-западе (все три выше по течению Белой); посёлки Шимшиновка на юге, Камышеваха и Комсомолец на юго-востоке; Белое на востоке, село Весёлая Тарасовка на северо-востоке (оба ниже по течению Белой); Родаково на севере, Лотиково на северо-западе.

## История
История посёлка берёт начало с 1840-х годов, когда Иваном Штеричем была образована слобода Беленькая. Впоследствии сын Ивана — Алексей Иванович Штерич — вынужден был отдать её за долги, затем она перешла к Щеглову тоже за долги. По фамилии нового владельца, до 1870-х годов, слобода называлась Щегловкой. От Щеглова она перешла в руки коллежского асессора Долинского, одного из пришедших на жительство в Российскую империю православных иностранцев. От Долинского уже она перешла к Юрию Игнатьевичу Познанскому и стала называться Юрьевкой; Юрьевка уж перешла, как приданое, за дочерью, к Голубу, и ею же продана компании французов.
В XIX веке в посёлке проживало сельское население. Это были переселенцы из центральных районов Украины. В конце XIX — начале XX века, в районе Волчьей балки, бельгийцы основали два завода: цементный и кирпичный. На этих предприятиях работали местные жители. Было построено около 15 домов для рабочих этих заводов, которые сохранились и ныне. Через посёлок проходила железная дорога. В 1905 году был открыт железнодорожный пассажирский вокзал. В 1912 году произошли крестьянские волнения, которые были жестоко подавлены. 20 наиболее активных участников выступлений были арестованы. Советская власть установлена в феврале 1918 года. За героизм, проявленный во время гражданской войны, житель Юрьевки Е. Ф. Штангеев награждён Орденом Красного Знамени.
Самым крупным предприятием в довоенный период была шахта «Центральная Белянка». Также были небольшие шахты: шахта «Першинский пласт», шахта № 2, шахта № 3, следы которых можно наблюдать и сейчас. По номерам шахт местные жители назвали условные районы посёлка, на которых они находились: «1-й номер», «2-й номер», «3-й номер». На посёлке располагался колхоз, последнее название которого — «Червоний жовтень». 25 ноября 1935 года была открыта Белянская школа. С 1938 года посёлок — центр поселкового совета.
Фашистская оккупация продолжалась с середины июля 1942 года и по 1 сентября 1943 года. В этот период в здании школы была расположена немецкая комендатура. Во время освобождения большая часть помещений школы была разрушена. На фронтах Второй мировой войны сражались 320 жителей посёлка, 119 из них погибли, 289 были награждены орденами и медалями. В период оккупации, свыше 50 человек (большинство молодые девушки) были угнаны на работы в Германию.
После освобождения посёлка от оккупантов началось его восстановление. Были восстановлены школа и шахта «Центральная Белянка». При шахте «Центральная Белянка» был построен учебный пункт для получения квалификации работникам шахты. В 1950-е года построили более 20 жилых 2-хэтажных домов для работников шахты, образованных в улицу Мира.
В 1940—50-е годы на территории посёлка были построены мелкие шахты № 6 и № 7. Для шахты № 6 была построена железная дорога для перевозки добытого угля к угольному складу. Склад находился в непосредственной близости к грузовой железнодорожной станции (бывший ж.д вокзал), где осуществлялась погрузка угля в вагоны. Бойцами стройотряда была проложена асфальтовая дорога, проходившая от Алчевска к Луганску. Также в послевоенные годы были построены 2 общежития для работников шахт (до этого на посёлке уже было одно общежитие).
В 1957 году здесь действовали средняя школа, 7-летняя школа, два клуба и три библиотеки; основой экономики являлась добыча угля.
Наибольшего подъёма посёлок достиг в 1970-е годы. На территории посёлка действовало много предприятий: шахта «Центральная Белянка», автоколонна, ВГСЧ, швейно-трикотажная фабрика «Динамо», каменный карьер. В посёлке была сберкасса, швейная мастерская, 2 столовых, летний и зимний клуб, больница на 60 коек, поликлиника, «Скорая помощь», 2 школы: начальная Юрьевская (80 учащихся) и Белянская средняя (1200 учащихся). К 2012 году все перечисленные предприятия были закрыты, в Белянской школе обучались 212 учеников.
В 1978 году основой экономики являлась добыча угля, крупнейшим предприятием была швейно-трикотажная фабрика.
В январе 1989 года численность населения составляла 4555 человек.
По состоянию на 1 января 2013 года численность населения составляла 2988 человек.
С весны 2014 года — в составе Луганской Народной Республики.

## Транспорт
Находится в 7 км от железнодорожной станции Сборная (на линии Родаково — Лихая).

## Памятники
В посёлке установлены памятники:
- комсомольцам М. Мякушко и М. Контуровской, погибшим в борьбе с бандитами в 1921 году;
- памятник погибшим шахтёрам в 1933 году (в парке);
- лётчикам, погибшим в годы Великой Отечественной войны;
- памятник партизанам, расстрелянных фашистами в годы войны;
- П. Максимчуку, погибшему в 1965 году в ГДР при спасении немецкой девушки.